# Kasimir von Lütgendorf
Kasimir Dominik von Lütgendorf (bis 1919 Freiherr, * 31. Dezember 1862 in Graz; † 28. Juli 1958) war ein österreichisch-ungarischer General der Infanterie im Ersten Weltkrieg.

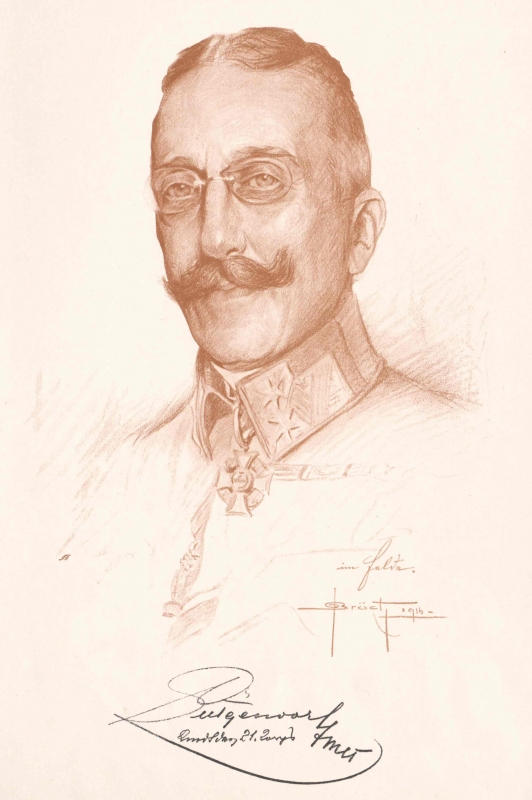
Kasimir von Lütgendorf (Zeichnung von Oskar Brüch 1914)

## Leben
Als Sohn des gleichnamigen Majors, Angehöriger der Adelsfamilie Lütgendorf, absolvierte er die Militär-Oberrealschule in Mährisch Weißkirchen. Ab dem Jahre 1880 besuchte er die Theresianische Militärakademie in der Burg Wiener Neustadt.
Feldmarschallleutnant Lütgendorf kommandierte zu Kriegsbeginn die 7. Infanterietruppendivision im Serbienfeldzug, von September bis Oktober 1914 auch eine eigene Korpsgruppe. Er war militärisch verantwortlich für das Komitat Syrmien, wo allein in den ersten beiden Kriegswochen 3500 serbische Zivilisten, Untertanen der Doppelmonarchie, von seinen Truppen getötet wurden.
Am 17. August 1914 kam es im serbischen Städtchen Šabac auf Anordnung von Lütgendorf zu einem Massaker an den Bewohnern. Bis zu 120 Einwohner, meist Frauen, Kinder und alte Männer, die man zuvor in die Kirche gesperrt hatte, wurden von k.u.k-Truppen im Kirchengarten erstochen, erschossen und begraben.
Im Oktober 1914 übernahm Lütgendorf das Kommando über die 31. Infanterietruppendivision, an Stelle von Joseph August von Österreich an der Russischen Front und war unter Eduard von Böhm-Ermolli beteiligt an der Schlacht in den Karpaten sowie an der Schlacht von Gorlice-Tarnów. Im Mai 1916 leitete er das XXI. Korps beim erfolglosen Angriff an der italienischen Front in Tirol. 
Schon im Oktober 1916 wurde sein Korps an den rumänischen Kriegsschauplatz verlegt. Im August 1917 wurde er zum General der Infanterie befördert. Im letzten Kriegsjahr wurden Lütgendorf und das XXI. Korps wieder an die Italienfront verlegt. Nach Kriegsende wurde er mit Jahresbeginn 1919 pensioniert.
Im Friedensvertrag von Saint-Germain war Lütgendorf unter den durch Österreich an die Siegermächte auszuliefernden Kriegsverbrechern angeführt. Es kam jedoch, genauso wie bei Deutschland, zu keiner einzigen Auslieferung.
Im Juni 1920 wurde er von der Wiener Staatsanwaltschaft, nicht wegen des Massakers von Šabac, sondern wegen der Hinrichtung dreier k.u.k. Soldaten am Tag nach dem Massaker angeklagt. Die betrunkenen Soldaten hatten um sich geschossen und wurden auf Befehl Lütgendorfs ohne Befragung oder Verfahren vor der Kirche von Šabac bajonettiert. Lütgendorf wurde in dem Aufsehen erregenden Prozess letztlich nur zu sechs Monaten Arrest, wegen Vergehens gegen das Standrecht verurteilt.
Der Verteidigungsminister der zweiten österreichischen Republik Karl Lütgendorf, war sein Neffe.

## Schriften
- Aufgaben-Sammlung für das applicatorische Studium der Taktik. Seidel, Wien 1896.
- Über Okkupation und Pazifizierung von insurgierten Gebirgsländern. Unter besonderer Berücksichtigung der Volksstämme und des Terrains auf der Balkanhalbinsel. Seidel, Wien 1904.
- Militärischer Führer über die Gefechtsfelder der Monarchie. Exklusive Ungarn. Seidel, Wien 1908.
- Der Gebirgskrieg. Krieg im Hochgebirge und im Karst. Seidel, Wien 1909.
- Die Kämpfe in Südtirol und im angrenzenden Gebiete von Venetien und der Lombardei von 1701 bis 1866. Mit Betrachtungen über die Kriegsführung und Kampfweise im Gebirge. Seidel, Wien 1911.
- Revision ohne Krieg. Geschichte und Lehren. Genzinger/Harbauer, Budapest/Wien 1934.
- Alpiner Wintersport und seine Bedeutung für Fremdenverkehr und Front. Harbauer, Wien 1935.